# Миллер, Брэндон (баскетболист, 2002)
Брэндон Джордан Миллер (англ. Brandon Jordan Miller; род. 22 ноября 2002, Нашвилл) — американский профессиональный баскетболист клуба НБА «Шарлотт Хорнетс».

## Ранние годы и карьера в средней школе
Миллер вырос в Нашвилле, штат Теннесси, и учился в средней школе Кейн-Ридж. Он был назван Игроком года в Теннесси по версии Gatorade после того, как в юношеском сезоне набирал в среднем 23,3 очка, 8 подборов, 4,3 передачи, 2,6 блок-шота и 2,3 перехвата за игру. Миллер неоднократно становился игроком года по версии Gatorade и был назван «Мистером баскетбола Теннесси» среди взрослых после того, как набирал в среднем 24,1 очка, 8,5 подбора, 4,3 передачи и 2,3 перехвата за игру.

## Карьера в колледже
Миллер был включен в списки номинантов на Приз Нейсмита и Приз имени Джулиуса Ирвинга, начав свой первый сезон в «Алабаме». 21 ноября 2022 года Миллер получил свою первую награду «Первокурсник недели Юго-Восточной конференции». 17 декабря 2022 года Миллер набрал 36 очков и сделал 6 подборов в матче против «Гонзаги». 22 февраля 2023 года он установил рекорд первокурсника «Алабамы» - 41 очко в победной игре в овертайме над «Южной Каролиной» (78:76). Миллер был назван самым ценным игроком турнира Юго-Восточной конференции 2023 года, набрав в среднем 20,3 очка и 11 подборов в 3 играх. Он закончил сезон, набирая в среднем 18,8 очка, 8,2 подбора и 2,1 передачи в среднем за игру.
В конце регулярного сезона Миллер был назван Баскетболистом года конференции, Новичком года конференции и был включён в первую сборную конференции. Он был выбран по консенсусу во вторую всеамериканскую сборную после того, как был выбран в первые команды по версиям Associated Press и Sporting News. Миллер также был назван Первокурсником года по версии USBWA и Первокурсником года по версии NABC.
Миллер неудачно выступил на турнире NCAA, реализовав всего 19% с игры в трех играх «Алабамы», что является худшим процентом среди всех игроков, сделавших 35 попыток броска на турнире с 1985 года. «Алабама» проиграла в третьем раунде турнира «Сан-Диего Стэйт». После сезона Миллер объявил, что откажется от оставшейся части своего студенческого права и примет участие в драфте НБА 2023 года.

## Карьера в НБА

### Шарлотт Хорнетс (2023—н.в.)
«Шарлотт Хорнетс» выбрали Миллера под вторым выбором на драфте НБА 2023 года.
25 октября 2023 года Миллер дебютировал в регулярном сезоне НБА, набрав 13 очков в победной игре над «Атланта Хокс» (116:110). 18 ноября Миллер набрал рекордные на тот момент 29 очков в матче против «Нью-Йорк Никс» (108:122).
29 января 2024 года Миллер набрал 29 очков, повторив свой рекорд, в проигрышной игре против «Нью-Йорк Никс» (92:113). 4 февраля Миллер набрал рекордные в карьере 35 очков в матче против «Индиана Пэйсерс» со счетом (99:115).

## Статистика

### Статистика в НБА
| Сезон                                                                                    | Команда | Регулярный сезон | Регулярный сезон | Регулярный сезон | Регулярный сезон | Регулярный сезон | Регулярный сезон | Регулярный сезон | Регулярный сезон | Регулярный сезон | Регулярный сезон | Регулярный сезон | Серия плей-офф | Серия плей-офф | Серия плей-офф | Серия плей-офф | Серия плей-офф | Серия плей-офф | Серия плей-офф | Серия плей-офф | Серия плей-офф | Серия плей-офф | Серия плей-офф |
| Сезон                                                                                    | Команда | GP               | GS               | MPG              | FG%              | 3P%              | FT%              | RPG              | APG              | SPG              | BPG              | PPG              | GP             | GS             | MPG            | FG%            | 3P%            | FT%            | RPG            | APG            | SPG            | BPG            | PPG            |
| ---------------------------------------------------------------------------------------- | ------- | ---------------- | ---------------- | ---------------- | ---------------- | ---------------- | ---------------- | ---------------- | ---------------- | ---------------- | ---------------- | ---------------- | -------------- | -------------- | -------------- | -------------- | -------------- | -------------- | -------------- | -------------- | -------------- | -------------- | -------------- |
| 2023/24                                                                                  | Шарлотт | 74               | 68               | 32,2             | 44,0             | 37,3             | 82,7             | 4,3              | 2,4              | 0,9              | 0,6              | 17,3             | Не участвовал  | Не участвовал  | Не участвовал  | Не участвовал  | Не участвовал  | Не участвовал  | Не участвовал  | Не участвовал  | Не участвовал  | Не участвовал  | Не участвовал  |
| 2024/25                                                                                  | Шарлотт | 27               | 27               | 34,2             | 40,3             | 35,5             | 86,1             | 4,9              | 3,6              | 1,1              | 0,7              | 21,0             | Не участвовал  | Не участвовал  | Не участвовал  | Не участвовал  | Не участвовал  | Не участвовал  | Не участвовал  | Не участвовал  | Не участвовал  | Не участвовал  | Не участвовал  |
|                                                                                          | Всего   | 101              | 95               | 32,7             | 42,8             | 36,6             | 83,7             | 4,4              | 2,7              | 0,9              | 0,6              | 18,3             | Не участвовал  | Не участвовал  | Не участвовал  | Не участвовал  | Не участвовал  | Не участвовал  | Не участвовал  | Не участвовал  | Не участвовал  | Не участвовал  | Не участвовал  |
| Наведите курсор мыши на аббревиатуры в заголовке таблицы, чтобы прочесть их расшифровку. |         |                  |                  |                  |                  |                  |                  |                  |                  |                  |                  |                  |                |                |                |                |                |                |                |                |                |                |                |

### Статистика в NCAA
| Сезон | Команда | Conf  | Class | GP | GS | MPG  | FG%  | 3P%  | FT%  | RPG | APG | SPG | BPG | PPG  |
| --- | ------- | ----- | ----- | -- | -- | ---- | ---- | ---- | ---- | --- | --- | --- | --- | ---- |
| 2022/23 | Алабама | SEC   | FR    | 37 | 37 | 32,6 | 43,0 | 38,4 | 85,9 | 8,2 | 2,1 | 0,9 | 0,9 | 18,8 |
| Всего | Всего   | Всего | Всего | 37 | 37 | 32,6 | 43,0 | 38,4 | 85,9 | 8,2 | 2,1 | 0,9 | 0,9 | 18,8 |
| Наведите курсор мыши на аббревиатуры в заголовке таблицы, чтобы прочесть их расшифровку Статистика приведена с сайта sports-reference.com |         |       |       |    |    |      |      |      |      |     |     |     |     |      |

## Личная жизнь
Отец Миллера, Даррел Миллер, в начале 1990-х играл в американский футбол в качестве тайт-энда за Университет Алабамы под руководством главного тренера Джина Сталлингса. Его старший брат, Даррелл-младший, играл в баскетбол за Университет Фиск и профессионально играл за рубежом. Старшая сестра Миллера, Британи, играет за Университет Камберленд.
На подкасте Пола Джорджа он заявил, что его кумиром является Джордж и он смоделировал свою игру по его образцу.